# Усисивач
Усисивач је справа која служи за чишћење. Углавном се користи за чишћење подова, али постоје и изузеци као што су усисивачи за чишћење завеса или за чишћење одеће. Усисивачи су у не тако давној прошлости били веома скупи и само најбогатији су могли да их приуште. Данас су они веома приступачне справе.
Сматра се да је Данијел Хес из Ајове, САД, први патентирао усисивач под називом „Машина за чишћење тепиха”. То је била машина са четкама, али и са делом за усисавање прашине и неком врстом филтера у себи. Патент је патентиран под бројем 29,077 дана 10. јула 1860. године.

## Начин рада
Принцип рада усисивача зависи од компаније која га производи, јер сви теже да направе што бољи апарат. Разне компаније користе различите начине рада, да би исправиле грешке и удовољиле корисницима. Најчешћи проблеми су: Усисивач при раду само подиже прашину не задржавајући је у филтеру, усисивач не може да усиса крупнију прљавштину, апарат је веома гломазан и тешко га је сместити кад се не употребљава итд. Један од принципа рада усисивача јесте коришћење филтера и четки. Када прљав ваздух бива усисан четка која се врти помаже да се одвоји прашина док кесе на себи имају неку врсту филтера. Овај начин је један од првобитних начина рада усисивача и веома је непрактичан јер ствара велику буку, филтери често пуцају или се кесе препуне. Други начин је модернији јер уместо филтера користи воду. Сва прљавштина се задржава на води тако да је драстично смањено пропуштање прашине, која штети здрављу, кроз филтер. Често ови усисивачи поседују цео систем комора са водом да би се осигурало да што мање штетних материја доспе у атмосферу.

## Историја
Усисивач је еволуирао од машине за чишћење тепиха преко ручних усисивача. Први ручни модели са меховима развијени су 1860-их, а први моторизовани дизајни појавили су се на прелазу из 20. века, при чему је прва деценија била деценија процвата.

### Ручни усисивачи
Године 1860, Даниел Хес из Вест Јуниона, Ајова, изумео је ручни усисивач. Назван 'чистач тепиха', скупљао је прашину ротирајућом четком и имао мех за остваривање усисавања. Још један рани модел (1869) био је „Вирлвинд”, који је у Чикагу 1868. изумео Ајвес В. Макгафи. Кабасти уређај је радио са вентилатором на каиш који је покретан ручно, што га је чинило незгодним за рад, иако се комерцијално пласирао на тржиште са мешовитим успехом. Сличан модел је конструисао Мелвил Р. Бисел из Гранд Рапидса у Мичигену 1876. године, који је такође производио машине за чишћење тепиха. Компанија је касније додала преносиве усисиваче у своју линију алата за чишћење.

### Електрични усисивачи
Крајем 19. века уведени су моторни чистачи, иако су рани типови користили неке варијације удувавања ваздуха за чишћење уместо усисавања. Један се појавио 1898. године када је Џон С. Турман из Сент Луиса, Мисури, поднео патент (САД бр. 634,042) за „пнеуматски реноватор тепиха“ који је дувао прашину у посуду. Турманов систем, покретан мотором са унутрашњим сагоревањем, путовао је до резиденције купаца на коњској запрези као део услуге чишћења од врата до врата. Корин Дуфоур из Саване, Џорџија, добила је два патента 1899. и 1900. године за други систем дуваног ваздуха који је, изгледа, имао прву употребу електричног мотора.
Године 1901, усисиваче са погоном су независно измислили британски инжењер Хуберт Сесил Бут и амерички проналазач Дејвид Т. Кени. Бут је такође можда сковао назив „vacuum cleaner”. Бутов коњском запрегом превожен мотор са унутрашњим сагоревањем покретао је „Пафинг Били“, који је можда изведен из Турмановог дизајна дуваног ваздуха,“ ослањао се на само усисавање са ваздухом који се пумпа кроз платнени филтер и нудио се као део његових услуга чишћења. Кенијев приступ је био стационарни систем са парним мотором од 4000 lb са цевима и цревима који сежу до свих делова зграде.

### Кућни усисивач
Први уређај за усисивач који је био преносив и пласиран на домаћем тржишту је 1905. године направио Волтер Грифит, произвођач у Бирмингему, Енглеска. Његов Грифитов побољшани усисивач за уклањање прашине са тепиха личио је на модерне чистаче; био је преносив, лак за складиштење, а покретала га је „било која особа (као што је обични кућни слуга)“, која би имала задатак да компримује направу налик меху како би усисала прашину кроз одвојиву, флексибилну цев, на коју би се могле причврстити разне обликоване млазнице.
Године 1906, Џејмс Б. Кирби је развио свој први од многих вакуума под називом „Домаћи циклон”. Уређај је користио воду за одвајање прљавштине. Касније ревизије су постале познате као Кирби усисивач. Године 1907, домар робне куће Џејмс Мареј Спанглер (1848–1915) из Кантона, Охајо изумео је први преносиви електрични усисивач, и 2. јуна 1908. добио патент за електрични усисни чистач. Важно својство ове направе је да поред усисавања електричним вентилатором који је уносио прљавштину и прашину у кутију и једну од јастучница његове супруге, Спанглеров дизајн је користио ротирајућу четку да олабави остатке. У немогућности да сам произведе дизајн због недостатка средстава, 1908. је продао патент локалном произвођачу кожне галантерије Вилијаму Хенрију Хуверу (1849–1932), који је Спанглерову машину редизајнирао са челичним кућиштем, точковима и прикључцима, основавши компанију која је 1922. преименована у Хувер компанија. Њихов први усисивач био је модел О из 1908. године, који је продаван за 60 долара. Наредне иновације укључивале су шипку за млевење 1919. („Удара док мете и чисти“), филтерске вреће за одлагање из 1920-их и усправни усисивач 1926. године.
У континенталној Европи, компанија Фискер енд Нилсен из Данске била је прва која је продала усисиваче 1910. Дизајн је био тежак само 17,5 kg (39 lb) и њиме је могла управљати једна особа. Шведска компанија Electrolux лансирала је свој Модел V 1921. године са иновацијом да може лежати на поду на два танка метална клизача. Тридесетих година 20. века немачка компанија Ворверк почела је да продаје усисиваче сопственог дизајна које је продавала директном продајом.

### Недавни напреци
Један британски проналазач је развио нову технологију чишћења познату као рециклирање ваздуха, која, уместо да користи усисивач, користи струју ваздуха за прикупљање прашине са тепиха. Ову технологију је тестирао Програм трансформације тржишта (MTP) и показало се да је енергетски ефикаснија од вакуумске методе. Иако постоје прототипови у раду, технологија рециклаже ваздуха се тренутно не користи ни у једном производном чистачу.

## Усисивачи будућности
Научници се баве конструкцијом роботског усисивача који ће извршавати своје задатке без потребе за људском контролом. Такви усисивачи су за сада веома мали, углавном кружног облика, у себи имају уграђене ласерске или радарске сензоре који се брину да робо-усисивач не удари у неки предмет док извршава своји задатак. Такође ти сензори региструју подлогу коју је прешао усисивач тако да се он никада неће вратити на место које је већ очистио.

## Галерија
- Усисивач из 1920. године
- Усисивач из 1930. године
- Усисивач "Слобода" Чачак из двадесетог века